# Freya prominens
Freya prominens là một loài nhện trong họ Salticidae.
Loài này thuộc chi Freya. Freya prominens được Frederick Octavius Pickard-Cambridge miêu tả năm 1901.